# Криотерапия
Криотерапия — физиотерапевтическая процедура, основанная на кратковременном контакте кожного покрова тела с охлажденным до температуры -130°С газом. Криотерапию широко применяют для лечения ряда тяжелых заболеваний, таких как ревматоидный артрит, бронхиальная астма, псориаз и т. д. Пациент с минимальным количеством одежды помещается в криогенный газ на 2-3 минуты. Криотерапию отпускают циклами до 20 дней, с частотой до 4 процедур ежедневно.

## Сущность метода
В ходе криотерапии поверхность тела охлаждается за короткий промежуток времени (до 3 минут, для общей аэрокриотерапии характерным временем является 3 минуты) низкими и сверхнизкими температурами (от −70 °С  до −130 °С) таким образом, чтобы избежать обморожений поверхности кожи и общего переохлаждения организма.
Общая криотерапия: пациент заходит в специальное помещение, заполненное охлаждённым газом. В зависимости от объёма помещения двигается (в многоместных кабинах) или стоит неподвижно (в криокабинах, криобассейнах). В России аппараты для общей криотерапии продают под торговым названием «криосауна». Распространенное на Западе наименование «криогенная камера» в России не прижилось, вероятно, из-за двусмысленного слова «камера».
Согласно исследованиям, краткое воздействие холода на весь организм активирует все ресурсы организма, которые отвечают за адаптацию. Одновременно работают иммунная, эндокринная, терморегуляционная и нейрогуморальная системы.
Локальная криотерапия: часть тела пациента обкладывается охлаждающими элементами или обдувается потоком охлаждённого воздуха.
Эффективность процедуры зависит от уровня температуры в области залегания холодовых рецепторов кожи (0,17 мм). Максимальный сигнал рецепторов вызывает охлаждение до субтерминального уровня −2°С. Холодовые рецепторы начинают подавать сигналы при охлаждении менее +2°С. Период переохлаждения поверхности кожи от 32 до +2°С называют подготовительной фазой процедуры. Эта фаза длится около 2 минут, на этом этапе эффект криотерапии близок к нулю. Минимальная продолжительность процедуры - 2 минуты. Полная экспозиция процедуры подбирается индивидуально и составляет не более 3 минут. Отвод тепла во время процедуры в 10 раз превосходит теплотворную способность человеческого тела, пациент в принципе не может адаптироваться к прохождению криотерапии, поэтому выбор экспозиции не зависит от тренированности пациента. Определяющую роль играют анатомические особенности субъекта, прежде всего толщина эпителиального слоя кожи. Чем больше толщина и полная теплоемкость эпителиального слоя, тем больше время безопасного пребывания пациента в процедурной кабине.
Показанием к локальной криотерапии являются раны, ожоги, заболевания связок, суставов, мигрень, рассеянный склероз, невралгия, дегенеративные заболевания суставов, розацея, себорея, атопический дерматит.
Противопоказаниями являются общее тяжелое состояние организма, холодовая аллергия и беременность, особенно при наличии резус-конфликта. Криотерапию можно применять в разном возрасте, но криолечение рекомендуется при массе тела не менее 40 кг.
Эффект общей криотерапии зависит от объёма нарушений в организме: чем их больше, тем выше субъективная оценка процедуры. Здоровый человек не наблюдает существенных улучшений самочувствия после процедуры.

## Безопасность
15 апреля 2025 года в одном из спортивных залов Парижа произошёл несчастный случай во время сеанса криотерапии: в результате утечки азота погибла 29-летняя сотрудница, а ещё одна женщина была госпитализирована в реанимацию. По данным полиции, обе пострадавшие находились в состоянии остановки сердца и дыхания при прибытии экстренных служб; ещё трое человек, пытавшихся оказать помощь, были доставлены в больницу, а из здания эвакуировали 150 человек.